# Сохраб Бахтіярізаде
Сохраб Бахтіярізаде (перс. سهراب بختیاری‌زاده, нар. 11 вересня 1974, Ахваз) — іранський футболіст, що грав на позиції захисника.
Виступав, зокрема, за клуб «Саба Кум», а також національну збірну Ірану.

## Клубна кар'єра
У дорослому футболі дебютував 1997 року виступами за команду клубу «Фулад», в якій провів два сезони. 
Згодом з 1999 по 2009 рік грав у складі команд клубів «Естеглал», «Ерзурумспор», «Естеглал», «Фулад», «Саба Баттері», «ПАС Гамадан» та «Фулад».
Своєю грою за останню команду привернув увагу представників тренерського штабу клубу «Саба Кум», до складу якого приєднався 2009 року. Відіграв за іранську команду наступні п'ять сезонів своєї ігрової кар'єри.
Завершив професійну ігрову кар'єру у клубі «Естеґлал Хузестан», за команду якого виступав протягом 2014 року.

## Виступи за збірну
У 1997 році дебютував в офіційних матчах у складі національної збірної Ірану. Протягом кар'єри у національній команді, яка тривала 10 років, провів у формі головної команди країни 33 матчі, забивши 3 голи.
У складі збірної був учасником кубка Азії з футболу 2000 року у Лівані, чемпіонату світу 2006 року у Німеччині.

## Титули і досягнення
- Володар Кубка Ірану: 1999-2000, 2001-02, 2004-05
- Володар Суперкубка Ірану: 2005

Збірні
- Переможець Чемпіонату Західної Азії: 2000